# David Hewlett
David Ian Hewlett född den 18 april 1968 i Redhill, Surrey, England, är en kanadensisk skådespelare. Han är mest känd för sin roll som Dr. Rodney McKay i science fiction-serien Stargate Atlantis.
Hewlett har även egenproducerat filmen A Dog's Breakfast där han även spelar en av huvudrollerna med sin syster Kate Hewlett och sin hund Mars.
Hans roll som Rodney McKay började som en gästroll i Stargate SG-1 i femte säsongens avsnitt "48 Hours", sedan deltog han i avsnittet "Redemption" i den sjätte säsongen. Rollfiguren blev en av huvudrollerna i spinoff serien Stargate Atlantis.